# جمال العطار
جمال العطار هو كاتب وأستاذ مشارك وعضو هيئة أكاديمية دائرة الفلسفة والدراسات الثقافية من فلسطين. يبحثُ جمال العطار في مجال المنطق وعرب ما قبل الدعوة الإسلاميّة، وهو رئيس دائرة الفلسفة والدراسات الثقافيّة في جامعة بير زيت، ومدير برنامج ماجستير الدراسات العربيّة فيها. صدرت له عددٌ من الكتب والروايات وحتى الدراسات لعلَّ أبرزها رواية «عند حضور المكان» التي صدرت عام 2000، ورواية «وأضحى الليل أقصر» التي صدرت عام 2005، وكذا دراسة «مفاهيم في المنطق، أسس وقواعد» وهي الدراسة المعمَّقة التي صدرت عام 2010، فضلًا عن الجزء الثاني الذي حمل عنوان «قواعد في المنطق: أسس ومفاهيم» الذي صدر عام 2012، ثمّ هناك رواية «العدم» التي صدرت عام 2013، وكذا رواية «الخليل بن جلجل» التي صدرت عام 2017 والتي ساهمت في شهرة الكاتب أكثر وأكثر.

## المسيرة المهنية

### البداية
اقتحمَ جمال العطار مجال الكتابة والتأليف وحتى النشر في الثامنة عشر من عمره، حينما بدأ يُجيب عن أسئلة تتعلق بالقيم والمنظومة الأخلاقية. التحقَ خلال نفس الفترة بالجامعة لدراسة الفلسفة.

### النتاج الأدبي
نشرَ العطار كتابًا جديدًا بعنوان «حدود المعرفة» (صدر في نسخته العربية بترجمة سهيلة عبد اللطيف عن دار الفارابي في العاصمة اللبنانيّة بيروت)، وهو كتابٌ يبحث في حدود المنطق، القياس منه، كآلة للإنتاج المعرفي. المنطق بحسبِ الكاتب هو كما كل آلة معرفية، كما الحواس كما العقل، له إشكالاته البنيوية، والتي تؤثر في كيفية عمله وما ينتج عنه من معلومات. يرى الكاتب أنّه يجب على الشخص أن يكون على معرفة وإدراك لحدود بنيانه.
تبحثُ رواية «الخليل بن جلجل» التي صدرت في في حركة الحياة ومنظومة القيم. تدور أحداث الرواية بالقرنين الثالث والرابع للهجرة وتحديدًا بين بغداد والبصرة. ركَّز جمال في هذا الكتاب على الحضارة العربية الإسلامية من خلال تتبع طريق رجل بسيط، همومه يومية، أرضية، وأسئلته لا تتجاوز حدود المُعاش والمحسوس، رغم أنها حياته غير مُتوقعة.
تنوعَّت كتب العطار ما بين ثقافة وعلوم اجتماعيّة وغير ذلك، فنشر عام 2014 كتابًا جديدًا بعنوان «السلسلة الطبية: التغذية في القرآن»، وفيه قدَّم الكاتب دعوة للجميع كبارًا وصغارًا رجالًا ونساءً أن يعودوا إلى الأسلوب الصحي السليم في التغذية حتى تنتهى الأمراض التي يرى أنها كثرت في هذا العصر الحديث الذي يصفهُ عصر السرعة والقلق والاكتئاب والتهافت على جمع المال.
لدى جمال كتبٌ أخرى في هذا المجال أيضًا، من بينها كتاب «الغذاء قبل الدواء: كيف تهزم السكر؟» وهو الكتاب الذي صدر عن دار أخبار اليوم ضمن سلسلة كتاب اليوم الطبي (الترقيم الدولي: 9789770816578) عام 2015 في نحو 128 صفحة. تحدث جمال في الكتاب عن مرض السكري وكيف يتسلل مرة عبر الوارثة، وأخرى بسبب العادات الغذائية السيئة، أو حتى الضغوط العصبية التي قد تكون أحيانًا وراء الإصابة به، وفى أحيان يكون المريض ضحية لأكثر من سبب كما يرى المؤلِّف.
قدَّم العطار نظام حياة متكامل – كما يقول – في الكتاب من أجل الوقاية من المرض كما راهن ويُراهن على إدخال تغيير ملموس على السلوكيات الخاطئة التي يرى أنها تُصبح مع الوقت أقرب للعادات، كما ينصحُ بممارسة الرياضة من أجل حياة متوازنة كفيلة بالوقاية من الإصابة بالسكر ومن الكثير من الأمراض الأخرى. يُقدّم الكاتب خطوات حاسمة – كما يصفها – نحو هزيمة السكر، حيثُ تفتح طاقة أمل في العلاج، ثم يقدم العديد من الحقائق، والإرشادات، والأشياء المهمة التي يجب أن يعرفها المريض، وصولًا إلى التحذير من مضاعفاته، وطرق الوقاية، وأهميّة الانسولين، وطرق التشخيص في كل مراحل المرض.
يُعتبر كتاب «آراء الجاحظ في مناقب الامم ومثالبها - عرض وتحليل» أحد أبرز أعمال الكاتب. صدر الكتاب في نحو 138 صفحة في الرابع عشر من حزيران/يونيو 2007، وفيه ركَّز على الفترة الزمنية الواسعة التي عاشها الجاحظ من عمر الخلافة العباسية، كما عرَّج عن آراءه التي قال أنها لا تعكسُ نظرة العرب في أنفسها من حيث هي أمّة معتبرة. عرضَ العطار في هذا الكتاب آراء الجاحظ في مناقب الأمم ومثالبها، كما تحدث عن مفهوم الأمم المعتبرة لديه فركَّز على العرب والفرس والهند والروم والصين والترك واليونان، كما تضمَّن الكتاب أيضًا عرضًا لآرائه في الصقالبة وأصناف السودان كالزنج والسند والأحباش والنوبة والقبط.

## آراء
يرى جمال العطار أنَّ الروائي أو القاص يُوظّف كل تفاصيل حياته في أول أعماله، ثمّ يبدأُ مع توالي الأعمال في النظر إلى حيوات غيره من حوله، ثم إلى حيوات بعيدة عنه. يرفضُ العطار الفكرة القائلة بوجود رقيب داخلي، حيث أكَّد أن الموضوعات المطروحة في رواية «الخليل بن جلجل» ليست حسَّاسة فحسب، بل مُشكلة، وترتبط بأكثر الأمور تغييبًا في المجتمعات كما يصفها من مثل مسألة الأبوة والأمومة. لا يكتبُ العطار في السياسة، على عكس باقي المواضيع حيث يركّز بنية العمل الروائي واللغة، ترتيب الفصول، حركة الشخوص الفاعلة وبنيانها. يرى العطار أنّ هناك علاقة وطيدة بين الفلسفة والأدب، بحيثُ لا يُمكن أن يتواجد الأدب من دون فلسفة والعكس صحيح، كما يرى أنَّ هناك علاقة تبادلية للأدب مع حركة النقد.

## قائمة أعماله
صدر للروائي الفلسطيني جمال ضاهر عددٌ من الروايات والدراسات لعلَّ أبرزها:
- عند حضور المكان (رواية صدرت عام 2000)[14]
- وأضحى الليل أقصر (رواية صدرت عام 2005)[15]
- مفاهيم في المنطق، أسس وقواعد (دراسة صدرت عام 2010)
- قواعد في المنطق: أسس ومفاهيم (دراسة صدرت عام 2012)
- العدم (رواية صدرت عام 2013)[16]
- الخليل بن جلجل (رواية صدرت عام 2017)[17]
- مدخل إلى علم المنطق (دراسة صدرت عام 2018)